# Бенчивенга, Роберто
Роберто Бенчивенга (итал. Roberto Bencivenga; 2 октября 1872 — 24 октября 1949) — итальянский военный и политический деятель, генерал, сенатор, антифашист. Одна из центральных фигур итальянского движения Сопротивления.
В 1924 году вошёл в Авентинского блока итальянского парламента и наряду с Джованни Амендолой выступал за начало вооружённой борьбы с фашизмом под руководством коммунистов.
Во время Второй мировой войны стал одним из организаторов итальянского движения Сопротивления.